# Веньшань (місто)
Веньша́нь (кит. спр. 文山市, піньїнь: Wénshān Shì) — місто-повіт в південнокитайській провінції Юньнань, адміністративний центр Веньшань-Мяо-Чжуанської автономної префектури.

## Географія
Веньшань розташовується на півдні Юньнань-Гуйчжоуського плато у так званій «Долині вічної весни» — висота понад 1000 метрів над рівнем моря нівелює спекотний клімат низьких широт. Стоїть на річці Паньлун, лівій притоці Хонгха.

### Клімат
Місто знаходиться у зоні, котра характеризується вологим субтропічним кліматом. Найтепліший місяць — липень із середньою температурою 22.9 °C (73.2 °F). Найхолодніший місяць — січень, із середньою температурою 10.1 °С (50.2 °F).
| Клімат Веньшаня         | Клімат Веньшаня | Клімат Веньшаня | Клімат Веньшаня | Клімат Веньшаня | Клімат Веньшаня | Клімат Веньшаня | Клімат Веньшаня | Клімат Веньшаня | Клімат Веньшаня | Клімат Веньшаня | Клімат Веньшаня | Клімат Веньшаня | Клімат Веньшаня |
| Показник                | Січ.            | Лют.            | Бер.            | Квіт.           | Трав.           | Черв.           | Лип.            | Серп.           | Вер.            | Жовт.           | Лист.           | Груд.           | Рік             |
| Середня температура, °C | 10,1            | 12              | 16              | 19,5            | 21,9            | 22,7            | 22,9            | 22,3            | 20,9            | 18,2            | 14,5            | 11,3            | 17,7            |
| Норма опадів, мм        | 15.4            | 20.6            | 33.1            | 71.1            | 133.4           | 168.4           | 213.2           | 211.2           | 133.3           | 79.2            | 46.7            | 16.3            | 1141.9          |
| Днів з опадами          | 8,5             | 8,2             | 8,6             | 12,2            | 15,5            | 19,3            | 21,9            | 22,4            | 16,9            | 14              | 10,1            | 8,1             | 165,7           |
| Вологість повітря, %    | 79.6            | 78.1            | 73.6            | 74.5            | 76.5            | 80.3            | 81.9            | 81.6            | 80.8            | 80.7            | 80.2            | 78              | 78.8            |
| ----------------------- | --------------- | --------------- | --------------- | --------------- | --------------- | --------------- | --------------- | --------------- | --------------- | --------------- | --------------- | --------------- | --------------- |
| Джерело: Weatherbase    |                 |                 |                 |                 |                 |                 |                 |                 |                 |                 |                 |                 |                 |

## Транспорт
У місті є аеропорт.